# Willi Stoph
Willi Stoph, nemški politik, * 9. julij 1914, † 13. april 1999
Stoph je bil predsednik sveta ministrov (vlade) Nemške demokratične republike med letoma 1964 in 1973 ter med 1976 in 1989, vmes pa predsednik Državnega sveta NDR (telo, ki je imelo vlogo kolektivnega državnega poglavarja). 
1. 1 2 3  Record #118975714 // Gemeinsame Normdatei — 2012—2016.
2. 1 2  filmportal.de — 2005.